# Parafia Zaśnięcia Najświętszej Maryi Panny w Bielsku Podlaskim
Parafia Zaśnięcia Przenajświętszej Bogurodzicy – parafia prawosławna w Bielsku Podlaskim, w dekanacie Bielsk Podlaski diecezji warszawsko-bielskiej.
Na terenie parafii funkcjonują 2 cerkwie:
- cerkiew Zaśnięcia Najświętszej Maryi Panny w Bielsku Podlaskim – parafialna
- cerkiew św. Proroka Eliasza w Hryniewiczach Dużych – cmentarna

W pobliżu należącej do parafii wsi Kotły znajduje się czasownia.

## Historia
Parafia została erygowana 10 marca 1998 dekretem p.o. metropolity arcybiskupa Sawy. Wydzielono ją z parafii Narodzenia Przenajświętszej Bogurodzicy.
Obecna parafia jest kontynuatorką parafii w Hryniewiczach Wielkich, istniejącej do 1915.
Cerkiew parafialną (zaprojektowaną przez Michała Bałasza) wzniesiono w końcu lat 90. XX w. przy ulicy Adama Mickiewicza 179.
Parafia swoim zasięgiem obejmuje wschodnią część Bielska Podlaskiego oraz wsie: Białą, Hryniewicze Duże (gdzie znajduje się cmentarz z drewnianą cerkwią św. Proroka Eliasza), Kotły i Orlankę.
Parafia liczy ponad 2000 osób.

## Wykaz proboszczów
- 1998–2015 – ks. Jan Barszczewski
- od 2015 – ks. Jarosław Dmitruk

## Galeria

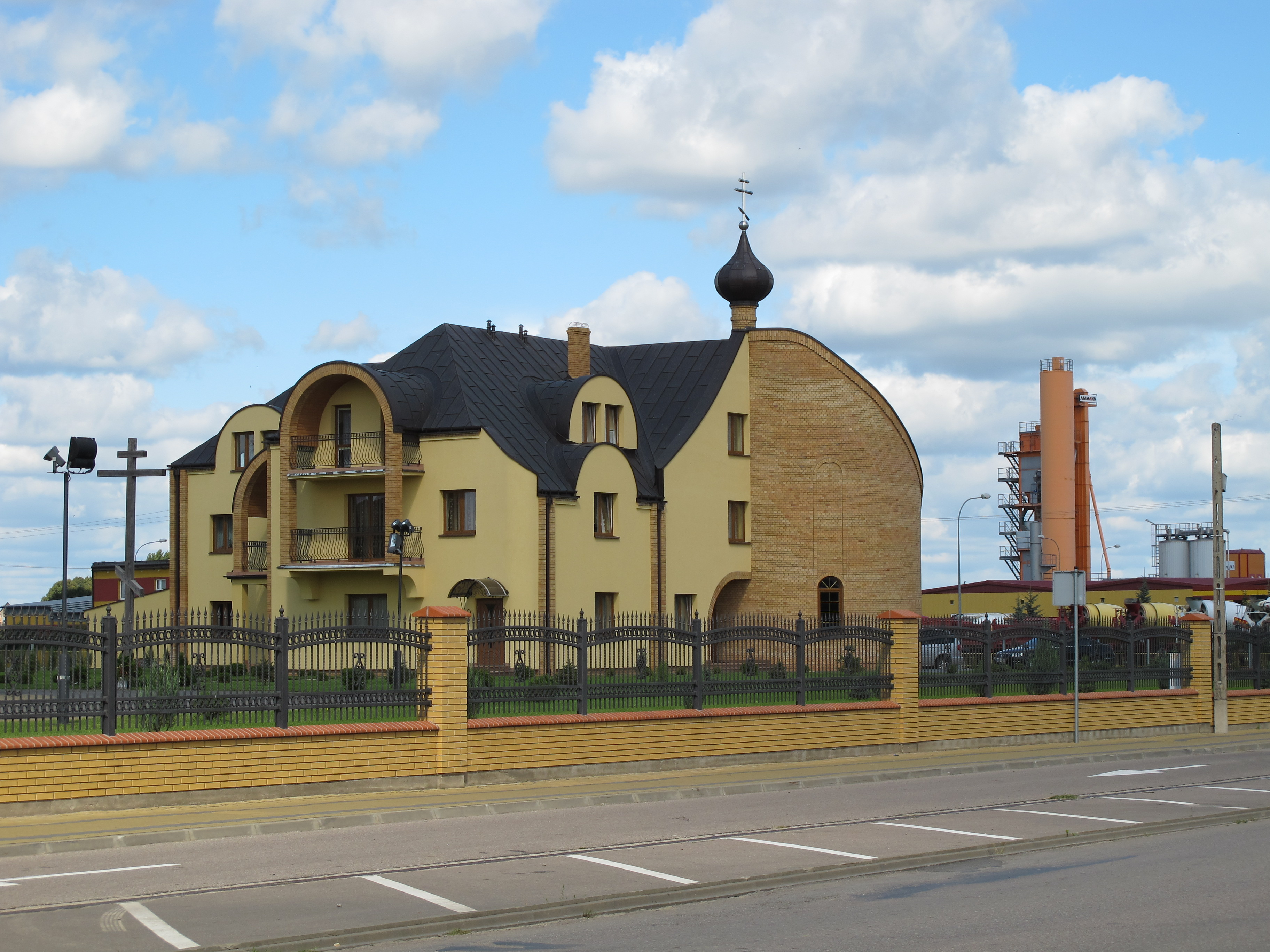
Dom parafialny
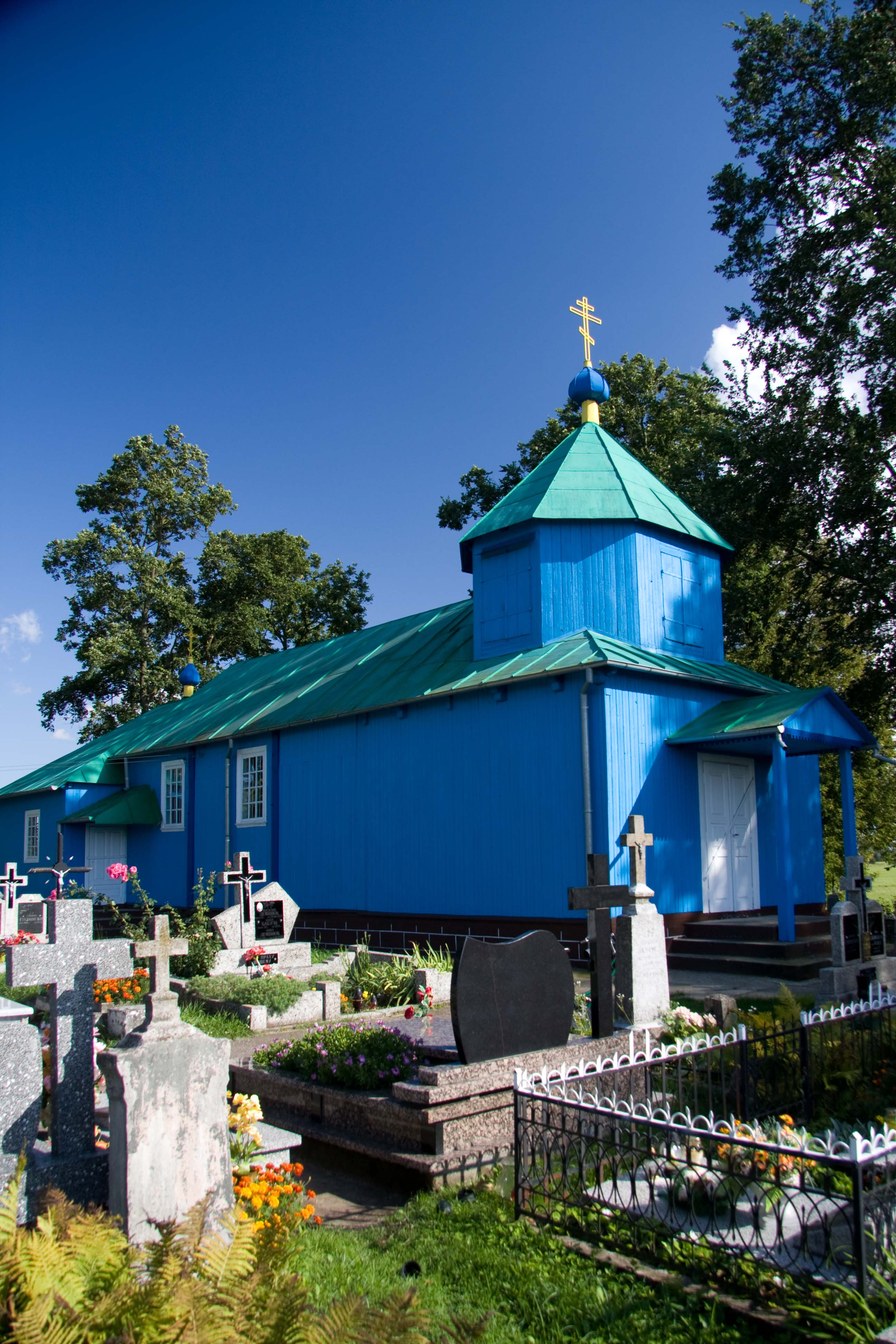
Cerkiew cmentarna w Hryniewiczach Dużych
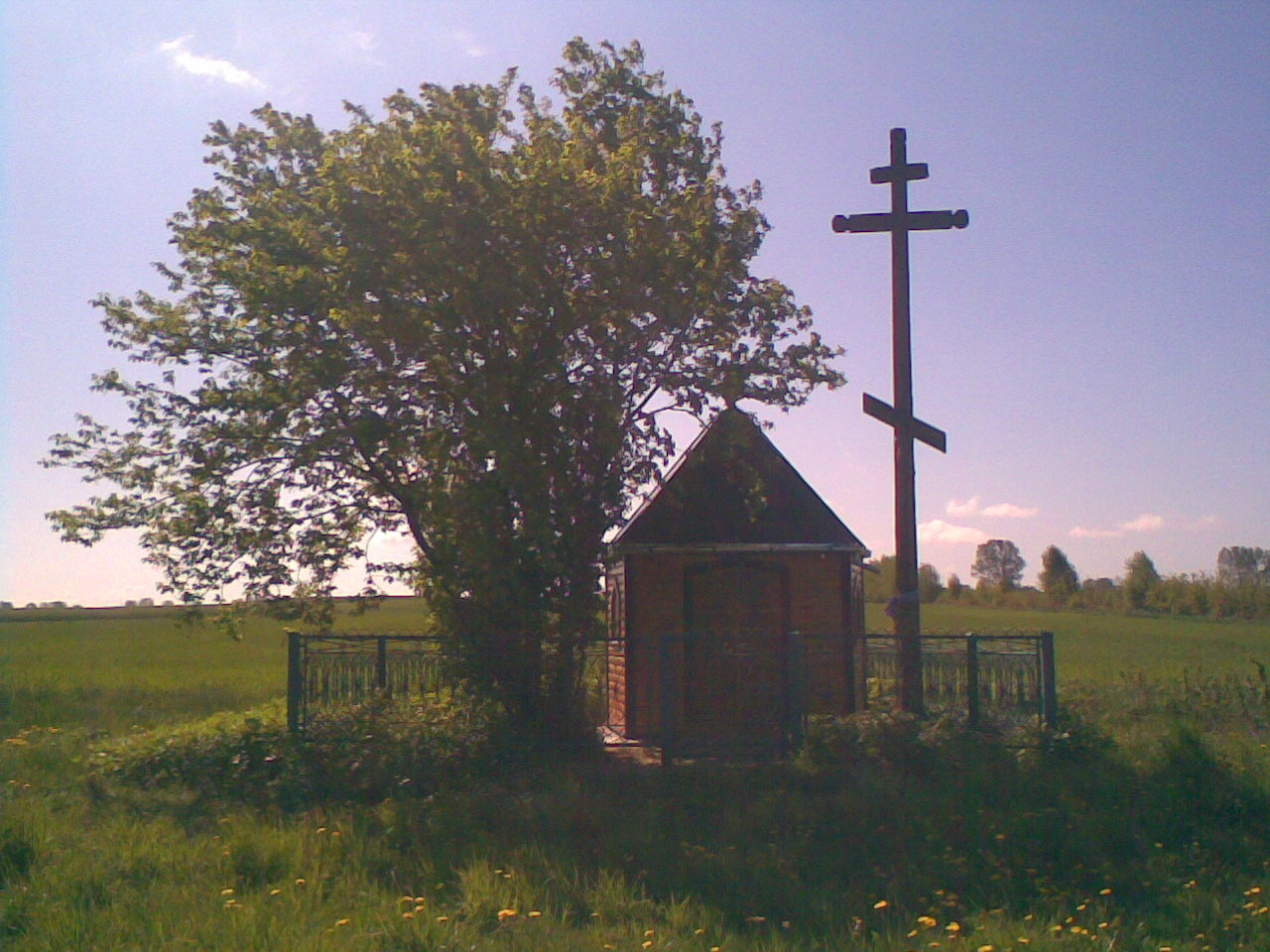
Czasownia w pobliżu wsi Kotły